# Relações entre Brasil e União Europeia
Brasil e União Europeia estabeleceram relações diplomáticas em 1960. A União Europeia e o Brasil mantêm estreitos laços históricos, culturais, econômicos e políticos. Na 1ª cúpula UE-Brasil, em 2007, o Brasil firmou parceria estratégica com a UE, fortalecendo seus laços. Esse novo relacionamento coloca o Brasil no topo do mapa político da UE.

## Acordos
A presente relação é regida pelo Acordo de Cooperação CE-Brasil (1992), pelo Acordo de Cooperação UE-Mercosul (1995) e pelo Acordo de Cooperação Científica e Tecnológica (2004). Atualmente, a UE busca um acordo de livre comércio com o Mercosul, cujo bloco comercial regional faz parte do Brasil.

## Comércio
A UE é o principal parceiro comercial do Brasil e representou 18,3% do comércio total do Brasil em 2017. Em 2007, a UE importou 32,3 bilhões de euros em mercadorias brasileiras e exportou 21,2 bilhões de euros em mercadorias para o Brasil. As exportações brasileiras para a UE são principalmente produtos primários (principalmente agrícolas), mas um terço é composto por produtos manufaturados. As exportações da UE para o Brasil são principalmente máquinas, equipamentos de transporte e produtos químicos. Em termos de bens, o Brasil possui um superávit comercial com a UE; no entanto, incluindo serviços, apresenta déficit. A UE também é um grande investidor no Brasil, com capital de investimento de 88 bilhões de euros em 2006 tornando-o o maior investidor único no país.
| Comércio UE-Brasil em 2007 | Comércio UE-Brasil em 2007 | Comércio UE-Brasil em 2007 | Comércio UE-Brasil em 2007 | Comércio UE-Brasil em 2007 |
| Direção do comércio        | Mercadorias                | Serviços                   | Fluxo de investimento      | Ações de investimento      |
| -------------------------- | -------------------------- | -------------------------- | -------------------------- | -------------------------- |
| UE para o Brasil           | 21,2 bilhões de euros      | 5,1 bilhões de euros       | 5,1 bilhões de euros       | 88 bilhões de euros        |
| Brasil para UE             | 32,3 bilhões de euros      | 4,6 bilhões de euros       | 1,1 bilhões de euros       | 10,5 bilhões de euros      |

## Cooperação transfronteiriça

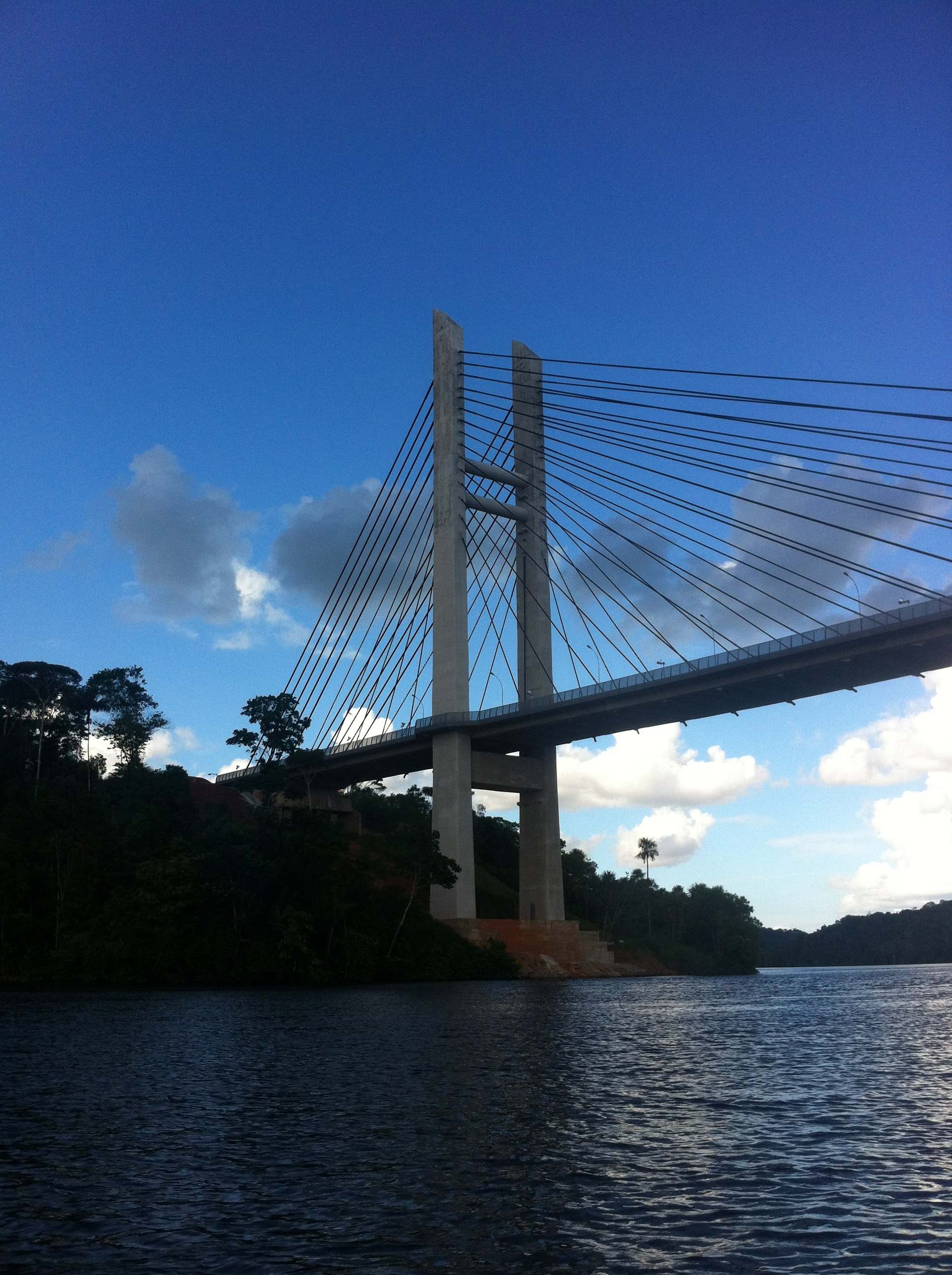
A Ponte Binacional Franco-Brasileira

O Brasil e a UE compartilham um 673 km da fronteira entre o estado do Amapá e o departamento ultramarino francês da Guiana Francesa. A cooperação transfronteiriça entre os dois países desfrutou de maior vitalidade. Essa cooperação permite integrar melhor a Guiana Francesa em seu ambiente geográfico, responder às preocupações de ambas as partes sobre os vários riscos transfronteiriços, incentivar o intercâmbio e o comércio humano e desenvolver a economia da região amazônica, respeitando o local. populações e ambiente extraordinário. A concessão à França, por iniciativa do Brasil, de status de observador na Organização do Tratado de Cooperação Amazônica, fortalecerá essa cooperação. A construção da Ponte Binacional Franco-Brasileira sobre o rio Oiapoque, decidida durante a visita do presidente Lula à França, viabilizou a ligação rodoviária entre Caiena e Macapá. A ponte foi aberta em 2017.

## História

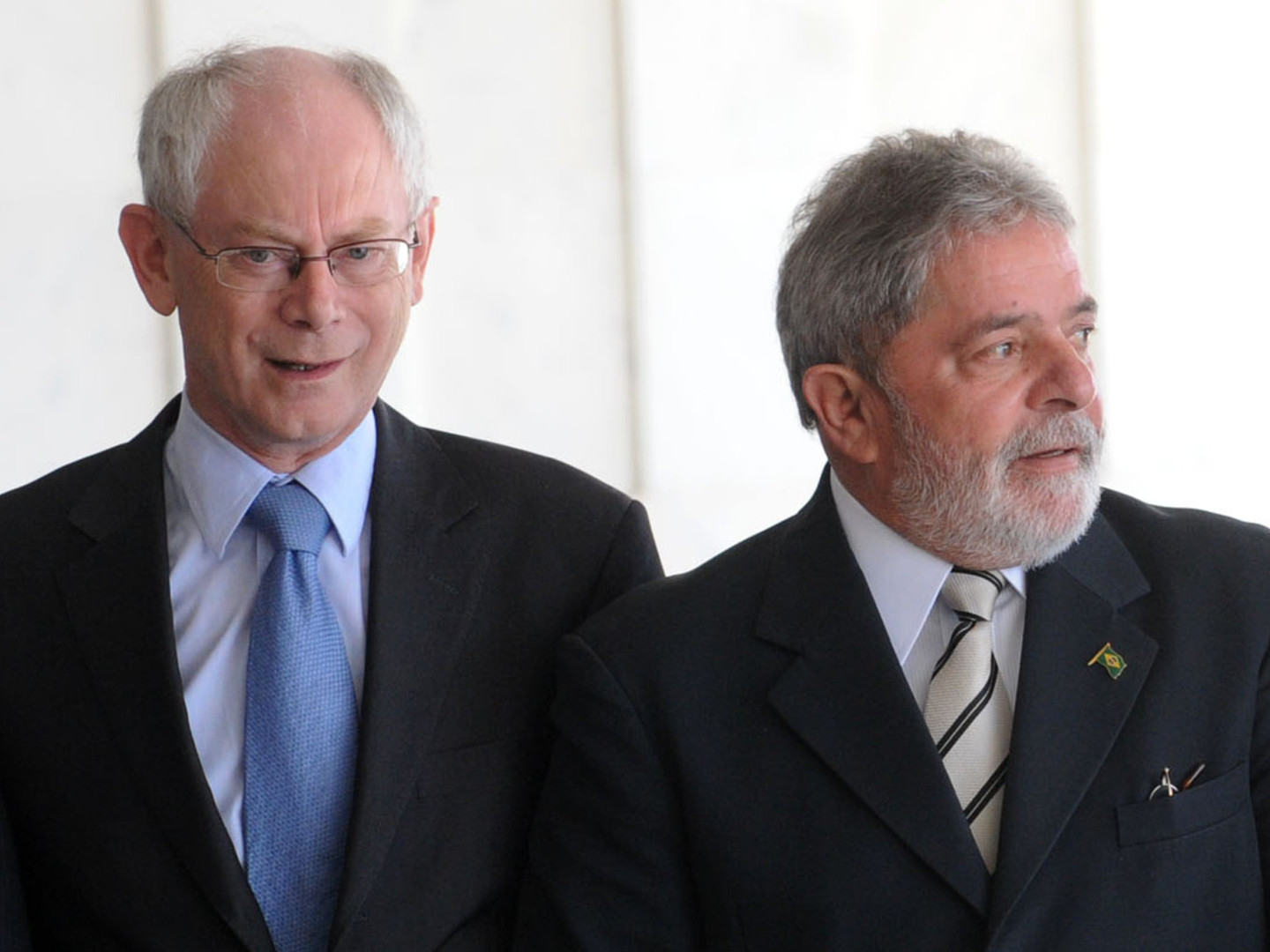
Presidente do Conselho Europeu Herman Van Rompuy (esquerda) com Presidente do Brasil Luiz Inácio Lula da Silva (direita)

Desde o final do período colonial, o Brasil mantém até hoje uma herança de boas relações com todos os países europeus. O único elemento novo na ideia de estruturar as relações UE-Brasil é, portanto, a própria UE, que incorpora, valoriza e deseja desenvolver ainda mais a organização sistemática e contínua de cooperação de longa data entre as duas áreas. Várias iniciativas procuraram formalizar esses vínculos estreitos em todos os níveis, começando com o Acordo de Cooperação entre a Comunidade Econômica Europeia e o Brasil em 1992.
Em 4 de julho de 2007, a União Europeia, sob presidência portuguesa, e o Brasil realizaram a 1ª cúpula UE-Brasil. A UE e o Brasil trocaram opiniões sobre diversas questões bilaterais, regionais e globais. Eles concordaram em aprimorar seu relacionamento bilateral de longa data e, em particular, em reforçar o diálogo político no mais alto nível político. Na cúpula, a UE e o Brasil estabeleceram uma parceria estratégica abrangente, baseada em seus estreitos laços históricos, culturais e econômicos.
Em 2007, o Brasil e a UE estabeleceram uma parceria energética. O acordo visa desenvolver a cooperação bilateral em áreas de interesse comum, principalmente em biocombustíveis e outras fontes de energia renováveis, tecnologias de baixo carbono e tecnologias para melhorar a  eficiência energética. Também ajudará ambas as partes a trabalhar no sentido de aumentar a ação internacional conjunta no campo da energia.
A 2ª cúpula Brasil-União Europeia foi realizada no Rio de Janeiro em 22 de dezembro de 2008, presidida pelo Presidente do Brasil, Luiz Inácio Lula da Silva, e pelo Presidente do Conselho da União Européia, Nicolas Sarkozy, Presidente da a Comissão Europeia, José Manuel Durão Barroso, e Javier Solana, Alto Representante para a Política Externa e de Segurança Comum. Os líderes discutiram questões globais, situações regionais e o fortalecimento das relações UE-Brasil.
Em 30 de junho de 2009, o Comitê Econômico e Social Europeu e o Conselho Brasileiro de Desenvolvimento Econômico e Social realizaram a 1ª Mesa Redonda da Sociedade Civil UE-Brasil. A cúpula discutiu as consequências sociais da crise financeira, bem como os recursos energéticos e as mudanças climáticas.